# 世界旅行博
世界旅行博（せかいりょこうはく）は、1984年から隔年に行われていた一般消費者向け旅行展示会。
1984年の第1回から1994年の第6回までを株式会社トラベルジャーナルが、1996年以降は株式会社トラベルジャーナルのグループ企業である株式会社世界旅行博が運営してきた。2003年からは、正式名称を「JATA世界旅行博」として、JATA（日本旅行業協会）に置かれたJATA国際観光会議・世界旅行博実行委員会が、東京ビッグサイトにて毎年秋に開催。2011年の開催については、トラベルジャーナルグループ・株式会社世界旅行博が主催者として8月25日(木)から28日(日)の4日間に国立代々木競技場・オリンピックプラザにて、総合観光イベントとして開催。なお「世界旅行博」は株式会社世界旅行博のもつ商標登録。
2003年から行われてきたJATA世界旅行博は、「JATA旅博」と名称を変え東京ビッグサイトにて9月30日(金)から10月2日(日)の3日間開催。「旅博」は関西国際空港株式会社のもつ商標登録。

## 開催状況

### 2006年度

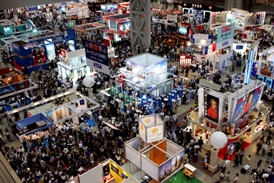
JATA世界旅行博2006俯瞰

- 開催日： 2006年9月22日・23日・24日に開催（22日は、企業向け）。

#### 各ブースの紹介
ヨーロッパ
- ポルトガルやスイスのブースは、スタンプラリーのスタンプ台が設けられた。
- 北欧ブースでは、ノルウェー・スウェーデン・デンマークの紙製国旗が配布された。
- アイスランドブースでは、アイスランドガイドブックが1000円で販売された。
- グルジアブースには、巨大な国旗が掲げられた。
- セルビアブースでは、セルビア共和国の国旗・国章入り地図が配布された。

アジア
- 日本のブースがあった。
- キルギスブースでは、現地の縦型カレンダーが配布された。
- モルディブブースでは、モルディブ8日間の旅行の抽選が行われた。
- 韓国ブースには、韓流コーナーがあった。クイズに答えた人には、袋が配布された。
- イランブースでは、イランの国旗を用いた紙袋が配布された。

オセアニア
- マーシャル諸島ブースは、スタンプラリーのスタンプ台が設けられた。
- フィジーブースでは、現地の人との記念撮影の場が設けられた。
- ニューカレドニアブースでは、現地の映像が音声付きで公開された。
- グアムブースでは、紙袋が配布された。

米大陸
- アンティグア・バーブーダブースでは、紙袋（ガイドマップ・鉛筆など入り）が配布された。
- ジャマイカブースがあった。

アフリカ
- ボツワナブースがあり、ボツワナの国旗を描いた袋が配布された。また、アンケートに答えた人には、ポスターが配布された。

### 2007年度
- 開催日： 2007年9月14日・15日・16日に開催（14日は、企業向け）。
- 開催場所： 東京ビッグサイト 西ホール

#### 各ブースの紹介
- テーマ地域は「中東」
- その他イベントステージ・ショーや、旅行会社が集まった「旅ストリート」などの企画が催された。
- 以下のエリアにおいて、130以上の国・地域の情報が発信された。
ヨーロッパ、アジア、ミクロネシア・オセアニア、中南米、アフリカ、北米、中東

### 2008年度

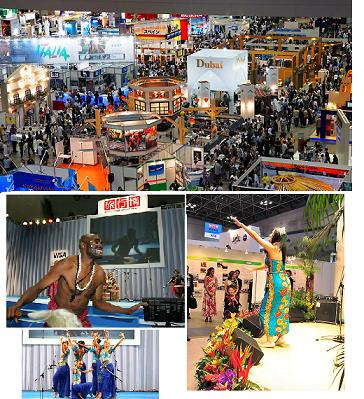
JATA世界旅行博2008

- 開催日： 2008年9月19日・20日・21日に開催（19日は、企業向け）
- 開催場所： 東京ビッグサイト 東1・2・3ホール

#### 各ブースの紹介
- テーマ地域は「大洋州―Pacific-」
- その他イベントステージ・ショーや、旅行会社が集まった「旅ストリート」、「ホテルグルメ」、「世界遺産」、「美術で巡る世界の旅」などの企画が催された。
- 以下のエリアにおいて、136カ国・地域の情報が発信された。
ヨーロッパ、アジア、大洋州、中南米、アフリカ、北米、中東

### 2009年度
- 開催日： 2009年9月18日・19日・20日に開催決定（18日は、企業向け）。
- 開催場所： 東京ビッグサイト東1・2・3ホール

#### 各ブースの紹介
- テーマ地域は「Africa:アフリカ」